# João Metaxas
João Metaxas (em grego: Ιωάννης Μεταξάς; romaniz.: Ioánnes Metaxás) foi um clérigo bizantino do século XI, ativo durante os primeiros anos do reinado do imperador Aleixo I Comneno (r. 1084–1118). Aparece pela primeira vez durante o sínodo de Constantinopla de 1082, quando contestou e ridicularizou Isaac Comneno, o irmão do imperador, após receber aprovação para o uso dos bens da Igreja para financiamentos das campanhas militares imperiais contra os normandos de Roberto Guiscardo. Mais adiante, em 1094, participou do concílio de Constantinopla que condenou como herética a visão de Leão da Calcedônia sobre os ícones.